# Теуантепек (река)
Теуантепе́к (исп. Tehuantepec) — река в Центральной Америке, протекающая по территории Мексики, в южной части страны, к западу от перешейка Теуантепек в штате Оахака. Средний расход воды — 950 м³/с.
Общая протяжённость реки составляет около 240 километров. Площадь водосборного бассейна насчитывает 10090 квадратных километров. Имеет несколько притоков.
Река является важным источником воды для местных жителей.